# Васильєв Олексій Опанасович
Олексі́й Опана́сович Васи́льєв (17 березня 1918 — 3 травня 1971) — радянський військовик, у роки Другої світової війни — повітряний стрілець-радист 511-го окремого розвідувального Ясського авіаційного полку (5-а повітряна армія,2-й Український фронт), старший сержант. Повний кавалер ордена Слави.

## Життєпис
Народився в селі Поручиково, нині Заїнського району Республіки Татарстан.
У 1933 році закінчив 7 класів сільської школи. Розпочав трудову діяльність механізатором, згодом працював обліковцем тракторної бригади при Заїнській МТС.
До лав РСЧА призваний у 1939 році. Закінчив 23-тю школу молодших авіаційних спеціалістів Московського військового округу (м. Торжок). Після закінчення навчання направлений на посаду стрільця-радиста літака СБ у 35-й бомбардувальний авіаційний полк ВПС Прибалтійського особливого військового округу (м. Тарту, Естонія). У складі полку зустрів початок німецько-радянської війни. Через значні втрати матеріальної частини полку у серпні 1941 року був переведений до запасної авіаційної бригади.
З травня 1942 року — повітряний стрілець-радист 511-го окремого розвідувального авіаційного полку. Воював на Степовому та 2-му Українському фронтах.
До січня 1944 року здійснив у складі екіпажу 30 бойових вильотів на повітряну розвідку, під час яких збив три літаки супротивника. За здобуті відомості та виявлені при цьому винахідливість і мужність влітку 1944 року нагороджений орденом Слави 3-го ступеня. З серпня 1943 по червень 1944 року здійснив ще 27 бойових вильотів на дальню розвідку, в ході яких відбив чотири напади авіації супротивника, за що у серпні 1944 року нагороджений орденом Слави 2-го ступеня. Восени 1944 року здійснив 42 бойових вильоти на розвідку над територіями Угорщини, Румунії, відбив дві атаки «Ме-109», допоміг знищити кілька залізничних потягів і до 20 літаків ворога на аеродромах. Всього за роки війни у складі екіпажу здійснив 142 бойових вильоти на далеку та ближню розвідку військ противника. За вміле ведення повітряної розвідки, за відмінну передачу розвідданих з борту літака, за виявлені відвагу та хоробрість у травні 1946 року нагороджений орденом Слави 1-го ступеня.
Після війни продовжив військову службу. У 1955 році лейтенант О. О. Васильєв вийшов у запас. Мешкав в Одесі, працював старшим електриком на базі «Будснабзбут».

## Нагороди
Нагороджений орденами Червоної Зірки, Слави 1-го (15.05.1946), 2-го (28.08.1944), 3-го (05.06.1944) ступенів і медалями.